# مروان عبدوني
مروان عبدوني  (1981 الجزائر) هو لاعب كرة قدم جزائري.

## روابط خارجية
- مروان عبدوني على موقع قاعدة بيانات كرة القدم.إي يو (الإنجليزية)
- مروان عبدوني على موقع ناشيونال فوتبول تيمز (الإنجليزية)